# 後藤彩佐
後藤 彩佐（ごとう あやさ、1998年11月23日 - ）は、日本の女性声優。愛知県出身。81プロデュース所属。

## 略歴
「第11回81オーディション」で特別賞と文化放送賞をそれぞれ受賞。その模様は『後藤彩佐・齋藤峻の81オーディションスペシャル』（超!A&G+）にて配信された。2020年4月1日より81プロデュースに所属。

## 人物
姉が1人いる。
趣味・特技としてダンス、歌作り、クラシックバレエをそれぞれ挙げている。方言は三河弁。黒ごまを好物としている。

## 出演
太字はメインキャラクター。

### 劇場アニメ
- 映画 えんとつ町のプペル（2020年、町人）
- 映画 ゆるキャン△（2022年、家族客 母）
- 大雪海のカイナ ほしのけんじゃ（2023年、ユイム）

### Webアニメ
- 爆丸アーマードアライアンス（2021年、不良少年）
- 爆丸ジオガンライジング（2021年、少年）
- ゲーム『ウマ娘 プリティーダービー』1st Anniversary Special Animation（2022年、先生）
- 爆丸エボリューションズ（2022年 - 2023年、カリー・ダール）
- 賭ケグルイ双（2022年、生徒たち、漫研部員）
- トミカヒーローズ ジョブレイバー 特装合体ロボ（2022年、園児）

### ゲーム
- 城姫クエスト（2020年、菅谷館[22]）
- 22/7 音楽の時間（2021年、村中晴菜[23]）
- アイドルマスター スターリットシーズン（2021年、学生）
- ブルーアーカイブ -Blue Archive-（2022年 - 2023年、大野ツクヨ）
- De:Lithe Last Memories（2024年、上城アオイ[24]）
- Mobile Legends: Bang Bang (MLBB) (2016年、カグラ)
- レスレリアーナのアトリエ 〜千の国々と万物の管理者〜（2025年、アルビーナ・ジムロック[25][26]）

### ボイスドラマ
- 戦国繚乱美少女伝（2025年、徳川家康、ナレーション）

### オーディオブック
- 魔王です。女勇者の母親と再婚したので、女勇者が義理の娘になりました。（2020年[27]、セレネ ほか[28]）
- 奇械仕掛けのブラッドハウンド（2021年、巻島舞奈 ほか[29]）
- 塩対応の佐藤さんが俺にだけ甘い（2024年、綾小路美香ほか[30]）

### デジタルコミック
- 鬼怒川さんは圧がつよい（2019年、女子生徒）

### テレビ番組
※はインターネット配信。
- What 声 you？（2019年 - 2020年、YouTube※） - チームスイートピー「あやさ」として出演[1]。

## ディスコグラフィ

### キャラクターソング
| 発売日        | 商品名                                                 | 歌               | 楽曲                                              | 備考                                                 |
| ------------- | ------------------------------------------------------ | ---------------- | ------------------------------------------------- | ---------------------------------------------------- |
| 2022年1月1日  | 群青 Love theory                                       | HAM              | 「群青 Love theory」                              | テレビアニメ『空色ユーティリティ』エンディングテーマ |
| 2022年1月1日  | 群青 Love theory                                       | 彩花（後藤彩佐） | 「群青 Love theory」                              | テレビアニメ『空色ユーティリティ』関連曲             |
| 2024年4月21日 | ブルーアーカイブ 青春あんさんぶる Vol.4「忍術研究部」  | 忍術研究部       | 「忍術研究部！只今参上！の巻。」                  | ゲーム『ブルーアーカイブ -Blue Archive-』関連曲      |
| 2025年2月19日 | 「空色ユーティリティ」キャラクターソング・ミニアルバム | HAM              | 「First Step」 「Diary」 「ゲットまぢっく☆HAM式」 | テレビアニメ『空色ユーティリティ』関連曲             |
| 2025年2月19日 | 「空色ユーティリティ」キャラクターソング・ミニアルバム | 彩花（後藤彩佐） | 「Have a good Game」                              | テレビアニメ『空色ユーティリティ』関連曲             |